# Orquídea Negra (banda)
Orquídea Negra é uma banda brasileira de heavy metal formada na cidade de Lages, em Santa Catarina, em 1986. O grupo, considerado o pioneiro do gênero no estado, foi o primeiro catarinense de heavy metal a lançar um disco próprio.

## História

### O início eWho's Dead?(1986-1992)
Formada em 1986, a banda Orquídea Negra dedicou-se em seus primeiros anos a tocar basicamente covers. Em 1988, com uma formação que então contava André "Boca" Graebin (vocais), André Lisboa e Marcos César (guitarras), Francisco Anadon (baixo) e Adriano Oliveira (bateria), a banda grava sua primeira demo.
Depois de uma série de mudanças, a formação da banda se estabiliza com André "Boca" Greabin (vocais), Vinícius Porto (guitarras), Robson Anadon (guitarras e teclados), Fernando "Ferpa" Tavares (baixo) e Marcelo Menegotto (bateria). É com essa formação que, em 1992, com nove músicas prontas, o grupo viaja a São Paulo para gravar seu primeiro disco. Lançado em agosto daquele ano pelo Antídoto, selo da gravadora gaúcha ACIT Discos, Who's Dead? teve boa recepção da crítica e também do público, atraído pelas presença frequente das músicas do disco nas rádios do Sul do país. Na época de seu lançamento, Who's Dead? vendeu cerca de 5 mil cópias.

### Segundo disco e mudanças na formação (1993-2003)
Em 1993, o baixista Fernando Tavares decide deixar a banda. Quem assume baixo é o guitarrista e tecladista Robson Anadon - e, assim, o grupo passa a se apresentar como um quarteto. Com a formação mais enxuta, em 1994 a banda grava em Porto Alegre seu segundo álbum, batizado de Orquídea Negra.
No ano seguinte, quem deixa a banda é o vocalista André "Boca" Graebin. Jean Varela foi o escolhido para substituí-lo. A saída do vocalista original ocorreu antes do lançamento oficial do segundo disco, realizado em 1996 - e já com Jean Varela nos vocais.

### More Live than Nevere novo vocalista (2004-2007)
Depois de quase uma década sem nenhum lançamento, o Orquídea Negra grava em 2003, de forma independente, o disco More Live than Never, seu primeiro registro oficial ao vivo. O lançamento ocorreria apenas em 2005 como parte das comemorações dos 19 anos da banda.
Em 2006, o vocalista Jean Varela deixa o grupo. Ele é substituído por Samuel Vargas.

### A volta de Boca, quarto disco e documentário (2008-presente)
Samuel Vargas permanece no Orquídea Negra até 2008, quando a banda resolve reunir em um só show sua chamada "formação clássica", responsável pela gravação do primeiro disco. Fernando "Ferpa" Tavares reassumiu o baixo nessa apresentação única - realizada no Teatro Marajoara, em Lages, com lotação completa -, e André "Boca" Graebin permaneceu na banda após o show comemorativo.
Em 2011, Marcelo "Tio Menas" Menegotto decide deixar a banda, sendo substituído por Raphael Marini. Com a nova formação, o Orquídea Negra grava em Lages em 2013 seu quarto disco - sendo o terceiro em estúdio -, Blood of the Gods. Além do Brasil, o CD foi lançado na Inglaterra e em Portugal pelos selos Secret Service e Metal Soldiers, respectivamente.
Para marcar os 30 anos de sua criação, o Orquídea Negra começa em 2016 a produzir um documentário sobre sua trajetória.

## Discografia

### Álbuns de estúdio
- Who's Dead? (1992)
- Orquídea Negra (1996)
- Blood of the Gods (2014)

### Álbum ao vivo
- More Live than Never (2005)

## Projetos paralelos

### Orquídea Rock Festival
Em 2005, os integrantes do Orquídea Negra decidiram organizar um festival para comemorar o aniversário da banda. A iniciativa, que reúne dezenas de bandas de rock e heavy metal de todo o país, acabou mantida nos anos seguintes. O Orquídea Rock Festival já teve nove edições desde sua criação.

### Mr. Powerfull
A Mr. Powerfull foi criada em 2000 como novo projeto do vocalista André "Boca" Graebin, que na época estava fora do Orquídea Negra. Em seus oito anos de existência, o grupo lançou dois discos: Sound of Destiny (2002) e Metal Thunder (2005). Em 2008, com o retorno de Boca ao Orquídea Negra, a Mr. Powerfull encerrou suas atividades.

### Na Palma dos Dentes
A banda foi formada em 1996 pelos integrantes do Orquídea Negra da época (Jean Varela, Vinícius Porto, Robson Anadon e Marcelo Menegotto) apenas para tocar covers. O projeto paralelo segue em atividade, e ainda com a participação dos membros do Orquídea Negra Vinícius Porto e Robson Anadon.

### Trio Vide Bula
Projeto paralelo do guitarrista Vinícius Porto, do qual também faz parte André Lisboa, integrante das primeiras formações do Orquídea Negra.

### Volcano
Formada em 2010, a banda Volcano tem André "Boca" Graebin com vocalista. Ele assumiu a função de maneira interina, mas acabou permanecendo. O grupo tem entre seus integrantes também Cristina Graebin, esposa de Boca.